# Live at Sydney Opera House
| Recensione | Giudizio |
| ---------- | -------- |
| NU.nl      | [ 2 ]    |

Live at Sydney Opera House è un album live e DVD / Blu-ray del musicista canadese Bryan Adams, pubblicato il 30 agosto 2013.
L'album è stato registrato dal vivo presso la Sydney Opera House il 18 settembre 2011.
È disponibile come un set di CD / DVD, oppure separatamente come un CD, DVD o Blu-ray.

## Tracce

### CD
1. Run to You – 3:17 (Bryan Adams, Jim Vallance)
2. Back to You – 3:30 (Adams, Kennedy)
3. Here I Am – 3:49 (Adams, Hans Zimmer, Gretchen Peters)
4. I'm Ready – 3:50 (Adams, Vallance)
5. This Time – 2:39 (Adams, Vallance)
6. Flying – 3:14 (Adams, Robert John "Mutt" Lange)
7. Can't Stop This Thing We Started – 3:16 (Adams, Lange)
8. Waiting On The '49 – 3:26 (Adams, Vallance)
9. Heat of the Night – 4:01 (Adams, Vallance)
10. (Everything I Do) I Do It for You – 3:56 (Adams, Michael Kamen, Lange)
11. Cuts Like a Knife – 4:33 (Adams, Vallance)
12. Tonight In Babylon – 3:01 (Adams, Peters)
13. Summer of '69 – 3:38 (Adams, Vallance)
14. Walk On By – 2:56 (Adams, Vallance)
15. Heaven – 4:53 (Adams, Vallance)
16. The Right Place – 2:49 (Adams, Vallance)
17. The Only Thing That Looks Good on Me Is You – 2:36 (Adams, Lange)
18. You've Been a Friend to Me – 3:08 (Adams)
19. When You're Gone – 2:48 (Adams, Kennedy)
20. Have You Ever Really Loved a Woman? – 4:50 (Adams, Kamen, Lange)
21. I Still Miss You... A Little Bit – 3:09 (Adams, Vallance)
22. Straight from the Heart – 3:30 (Adams, Eric Kagna)

### DVD/BD
1. Intro
2. Run to You (Adams, Vallance)
3. Back to You (Adams, Kennedy)
4. Here I Am (Adams, Zimmer, Peters)
5. I'm Ready (Adams, Vallance)
6. This Time (Adams, Vallance)
7. Flying (Adams, Lange)
8. Let's Make a Night to Remember (Adams, Lange)
9. Can't Stop This Thing We Started (Adams, Lange)
10. Waiting On The '49 (Adams, Vallance)
11. In The Heat Of The Night (Adams, Vallance)
12. (Everything I Do) I Do It for You (Adams, Kamen, Lange)
13. Cuts Like a Knife (Adams, Vallance)
14. Please Forgive Me (Adams, Lange)
15. Tonight In Babylon (Adams, Peters)
16. Summer of '69 (Adams, Vallance)
17. Walk On By (Adams, Vallance)
18. Heaven (Adams, Vallance)
19. The Right Place (Adams, Vallance)
20. The Only Thing That Looks Good on Me Is You (Adams, Lange)
21. Somebody (Adams, Vallance)
22. You've Been a Friend to Me (Adams)
23. When You're Gone (Adams, Kennedy)
24. Have You Ever Really Loved a Woman? (Adams, Kamen, Lange)
25. I Still Miss You... A Little Bit (Adams, Vallance)
26. Straight from the Heart (Adams, Eric Kagna)

## Musicisti
- Bryan Adams - chitarra, armonica
- Gary Breit - pianoforte

## Classifiche

### Classifiche settimanali
| Classifica (2013) | Posizione massima |
| ----------------- | ----------------- |
| Germania          | 38                |

### Classifiche video
| Classifica (2013)         | Posizione massima |
| ------------------------- | ----------------- |
| Regno Unito (music video) | 11                |